# گلنپول (اکلاهما)
گلنپول(به انگلیسی: Glenpool) شهری در ایالت اکلاهما کشور ایالات متحده آمریکا است که جمعیت آن در سرشماری سال ۲۰۱۰ میلادی، ۱۰٬۸۰۸ نفر بوده‌است.